# 布拉德·帕斯利
布萊德·道格拉斯·派斯里（英語：Brad Douglas Paisley，1972年10月28日—）出生於美國西維吉尼亞州的格蘭代爾（Glendale），是一名美國乡村音乐男歌手，也是葛萊美獎得主。布萊德·派斯里在1999年發行第一張個人專輯《Who Needs Pictures》，他的音樂風格糅合了鄉村音樂和南方搖滾，曾連續十首單曲獲得美國告示牌鄉村榜冠軍，招牌歌曲有《Mud On The Tires》、《We Danced》 、《He Didn't Have To Be》和《Water》等，布萊德·派斯里目前仍活躍於美國樂壇。

## 資料

### 私人生活
布萊德·派斯里在2003年3月15日與美國女演員金柏萊·威廉姆斯（Kimberly Williams，婚後已改為 Kimberly Williams-Paisley，1971年9月14日－）結婚，目前育有兩子，大兒子William Huckleberry生於2007年，兩年後小兒子Jasper Warren出生。

### 生平簡介
布萊德·派斯里出生於西維吉尼亞州的格蘭代爾（Glendale），在8歲的時候祖父送他一把吉他，9歲的時候他第一次在眾人面前表演，就在家鄉的教堂裡，這讓許多人了解到他在音樂方面過人的天份。布萊德·派斯里在13歲的時候開始創作詞曲，他和幾個喜愛音樂的朋友合組了一個樂團，並受當地電台邀請到節目裡做固定演出，因此有機會認識一些音樂人。布萊德·派斯里在納許維爾（Nashville）貝爾蒙特大學（Belmont）就讀期間，他有接觸到了美國作曲家、作者與出版者協會（ASCAP），也因為如此，他有機會進到了百代唱片公司（EMI Music）工作。1999年布萊德·派斯里的音樂才華被阿裡斯塔唱片公司（Arista Records）相中，進而被阿裡斯塔唱片公司簽下了成了亞倫傑克森（Alan Jackson）等大牌歌手的同門師弟。

### 1999 - 2009
1999年6月，27歲的布萊德·派斯里發行個人首張錄音室專輯《Who Needs Pictures》，這張專輯在告示牌鄉村榜獲得第13名，專輯銷量逾100萬張成為白金唱片。這張專輯還產生兩首冠軍鄉村歌曲《He Didn't Have To Be》和《We Danced》，布萊德·派斯里因此獲得了葛萊美獎「最佳新人獎提名」。布萊德·派斯里憑藉著英俊帥氣的外型，讓他擁有大量的女性歌迷，他在2001年還被媒體評選為「 2001年最性感的男人之一 」。
2001年5月29日布萊德·派斯里發行第二張錄音室專輯《Part II》，在鄉村專輯榜獲得第3名，銷售一樣突破100萬張成為白金唱片。這張專輯有四首歌曲進入鄉村榜前十名，"Two People Fell In Love"第4名、"Wrapped Around"第2名、"I'm Gonna Miss Her"第1名以及"I Wish You'd Stay"第7名。
2003年7月22日布萊德·派斯里發行第三張錄音室專輯《輪胎上的泥濘》（英語：Mud On The Tires）獲得鄉村專輯榜冠軍，銷售成為雙白金唱片，這張專輯一樣有四首單曲進入鄉村榜前十名，"Celebrity"第3名、 Little Moments"第2名、"Whiskey Lullaby"第3名、"Mud On The Tires"第1名。其中在單曲"Whiskey Lullaby"布萊德·派斯里請來了艾莉森·克勞絲（Alison Krauss）和他一起合唱演出。
2005年8月16日第四張錄音室專輯《 享樂人生 》（英語：Time Well Wasted）一樣獲得鄉村專輯榜冠軍，專輯銷售也成為雙白金唱片。在這張專輯中，收錄了一首布萊德·派斯里和前輩桃莉·巴頓（Dolly Parton）合唱的" When I Get Where I'm Going "，這首單曲和" The World "以及" She's Everything "均得到鄉村歌曲榜冠軍，此時布萊德·派斯里在鄉村榜已經擁有7首冠軍歌曲了。另外，" Alcohol "在鄉村歌曲榜為第4名，不過它在流行榜獲得第28名，成為布萊德·派斯里在告示牌單曲榜上成績最好的單曲。
2006年5月23日，第41屆美國鄉村音樂學院獎頒獎禮（Academy Of Country Music Awards），將「 最佳專輯獎 」頒給了布萊德·派斯里的《 享樂人生 》（英語：Time Well Wasted）。而他和桃莉·巴頓（Dolly Parton）合唱的" When I Get Where I'm Going "也獲頒「 最佳演唱 」和「 最佳音樂錄影帶 」兩項大獎。
2006年10月10日布萊德·派斯里發行聖誕專輯《Brad Paisley Christmas》獲得第8名，單曲" Kung Pao Buckaroo Holiday "和" Winter Wonderland "分別得到第59名和第58名。
2007年6月19日布萊德·派斯里第五張錄音室專輯《 五段變速 》（英語：5th Gear）發行，獲得鄉村專輯榜冠軍，銷售100萬張成為白金唱片。在這張專輯中，卡麗·安德伍（Carrie Underwood）特地跨刀和布萊德·派斯里合唱了" Oh Love "，只是可惜唱片公司並未將這首歌曲列為主打歌。不過這張專輯有四首單曲陸續獲得鄉村歌曲榜冠軍，它們分別是" Ticks "、" Online "、" Letter To Me "以及" I'm Still A Guy "。這將布萊德·派斯里在鄉村榜的冠軍單曲累積至11首。布萊德·派斯里在2007年第50屆葛萊美獎中，以單曲" Throttleneck "獲得「 最佳鄉村樂器演奏獎 」（Best Country Instrumental Performance）。
2008年11月4日布萊德·派斯里發行第六張錄音室專輯《 Play 》，這成為他第四張鄉村榜冠軍專輯，" Waitin' On A Woman "也獲得鄉村歌曲榜第1名。另外值得一提的是，布萊德·派斯里請來了齊斯·艾本（Keith Urban）和他一起對唱" Start A Band "，兩人還在2008年的CMA頒獎典禮現場上一起演出，這首歌曲也在鄉村榜獲得冠軍名次，成為布萊德·派斯里第13首鄉村冠軍曲。在2008年第51屆葛萊美獎中，布萊德·派斯里再度以單曲" Letter To Me "獲得「 最佳鄉村男歌手獎 」（Best Male Country Vocal Performance）。
2009年6月30日布萊德·派斯里發行第七張錄音室專輯《 週六狂歡夜 》（英語：American Saturday Night），專輯依舊獲得冠軍，銷售50萬張成為金唱片。這張專輯產生了三首冠軍鄉村歌曲" Then "、" Water "和" Anything Like Me "，以及兩首亞軍歌曲" Welcome To The Future "和" American Saturday Night "，這使布萊德·派斯里在鄉村榜的冠軍單曲數累積至16首。其中" Then "除了成為鄉村榜冠軍曲之外，它在告示牌單曲榜最高成績為第28名，名次和布萊德·派斯里在2005年的" Alcohol "一樣，這兩首單曲並列為布萊德·派斯里在流行單曲榜上成績最好的歌曲。
2009年7月中旬，布萊德·派斯里應美國總統歐巴馬邀請，前往白宮參加官邸所舉辦的鄉村音樂慶典，與會中安排一段布萊德·派斯里在眾嘉賓前獻唱的特別節目，當時坐在台下的聽眾包括美國總統歐巴馬。
布萊德·派斯里創下從2005年的" When I Get Where I'm Going "一直到2009年的" Then "連續10首單曲皆摘冠的個人紀錄。

### 2010 - 现今
布萊德·派斯里在2010年11月2日發行首張精選專輯《唱銷精選》（英語：Hits Alive）專輯成績第4名，銷售逾50萬張成為金唱片。2010年11月，布萊德·派斯里獲得第44屆美國鄉村音樂協會獎「 年度最佳藝人 」。2010年11月21日，全美音樂獎在洛杉磯諾基亞劇院舉行頒獎禮，布萊德·派斯里獲得「鄉村音樂類最佳男藝人」。2011年4月3日，布萊德·派斯里獲得全美第46屆鄉村樂學院獎年度「 年度最佳男歌手 」。
2011年5月23日布萊德·派斯里發行第八張錄音室專輯《鄉村精神》（英語：This Is Country Music），獲得鄉村榜冠軍，成為金唱片。其中單曲" This Is Country Music "獲得第2名、" Camouflage "第15名、" Old Alabama "第1名，成為布萊德·派斯里第17首鄉村冠軍曲。當中在單曲" Remind Me "合唱部分，布萊德·派斯里請來了在2007年至2009年葛萊美獎「 最佳鄉村女歌手 」三連霸得主的卡麗·安德伍（Carrie Underwood）攜手合作，其實兩人在2007年就曾合唱過" Oh Love "，單曲收錄於布萊德·派斯里的專輯《 五段變速 》當中。
2011年中布萊德·派斯里還接受動畫大廠皮克斯动画工作室的邀約，為其動畫電影《汽車總動員2》（英語：Cars 2）譜寫電影插曲。最後在該電影原聲帶中除收錄了由Brad Paisley獻唱的" Nobody's Fool "之外，還包括一首布萊德·派斯里和和英國前接招合唱團（Take That）成員羅比·威廉斯（Robbie Williams）合唱的" Collision Of Worlds "。
2013年4月9日布萊德·派斯里發行第九張錄音室專輯《Wheelhouse》，一樣成為冠軍專輯。專輯中單曲" Southern Comfort Zone "獲得鄉村歌曲榜第10名、" Accidental Racist "第23名、" Beat This Summer "第9名、" I Can't Change The World "第33名、" The Mona Lisa "第24名。
2014年6月1日美國音樂權威滾石雜誌遴選「100 Greatest Country Songs of All Time」，布萊德·派斯里在2009年的"Welcome To The Future"被評選為第100名。
2014年9月26日布萊德·派斯里發行第十張錄音室專輯《Moonshine In The Trunk》，成為他第八張鄉村榜冠軍專輯。其中單曲"Crushin' It"第46名、"Shattered Glass"第44名、"Country Nation"第37名、"River Bank"第12名、"Perfect Storm"第4名。
2015年6月3日美國音樂權威滾石雜誌遴選「50 Country Albums Every Rock Fan Should Own」，布萊德·派斯里在2009年的《週六狂歡夜》被評選為第42名。

### 樂壇成就
布萊德·派斯里自1999年出道，截至2015年1月已經擁有8張鄉村榜冠軍專輯，以及17首鄉村榜冠軍單曲。2007年以" Throttleneck "拿下第50屆葛萊美獎「 最佳鄉村樂器演奏獎 」（Best Country Instrumental Performance）。
2008年布萊德·派斯里更一舉以" Letter To Me  "榮獲第51屆葛萊美獎「 最佳鄉村男歌手獎 」（Best Male Country Vocal Performance）和以" Cluster Pluck  "再度獲得「 最佳鄉村樂器演奏獎 」（Best Country Instrumental Performance）。

## 外部連結
- Official Website （页面存档备份，存于）